# Nibles
Pour l'hôtel particulier d'Aix-en-Provence, voir Hôtel de Nibles.
Nibles est une commune française, située dans le département des Alpes-de-Haute-Provence en région Provence-Alpes-Côte d'Azur.

## Géographie

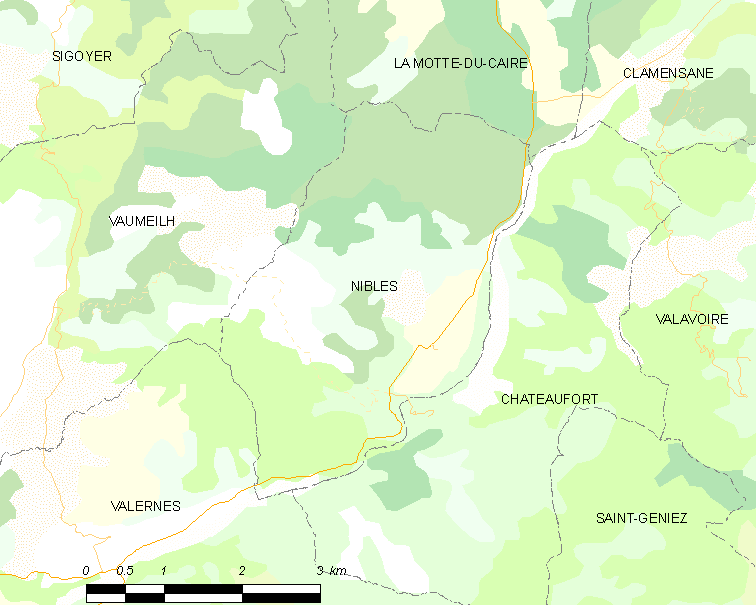
Nibles et les communes voisines (Cliquez sur la carte pour accéder à une grande carte avec la légende).

Le village est situé sur le bord du Sasse, le pont étant à une altitude de 595 m. Sur le territoire, on trouve la gorge du Bastidon. Le point culminant est le Rocher de Hongrie à 1 189 m.
Les communes limitrophes de Nibles sont Vaumeilh, La Motte-du-Caire, Valernes et Châteaufort.

### Géologie

Massif des Alpes et localisation des Préalpes de Digne.

Le territoire se situe en limite est des Baronnies orientales, sur des formations calcaires provençales du Jurassique supérieur et du Crétacé inférieur (roches sédimentaires issues d'un ancien océan alpin), entre trois formations géologiques majeures des Alpes :
- la nappe de Digne à l'est[3], au niveau du lobe de Valavoire[4] : il s'agit d'une nappe de charriage, c'est-à-dire d'une dalle épaisse de près de 5 000 m qui s'est déplacée vers le sud-ouest durant l'Oligocène et la fin de la formation des Alpes. Les lobes (ou écailles) correspondent à la bordure découpée à l'ouest de la nappe ;
- la faille de la Durance au sud-ouest, dans la vallée ;
- le Plateau de Valensole au sud-est : bassin molassique du Miocène et du Pliocène composé de roches sédimentaires détritiques (dépôts liés à l'érosion des montagnes apparues à l'Oligocène).

Lors de la glaciation de Riss, une diffluence du glacier de la Durance envahit la vallée du Sasse, et recouvre la quasi-totalité de la commune. Seuls les sommets des rochers de Hongrie émergeaient. Lors de la glaciation de Würm, l’extension du glacier est bien moins importante, et aucune partie de la commune n’est recouverte.

### Climat
Pour des articles plus généraux, voir Climat de Provence-Alpes-Côte d'Azur et Climat des Alpes-de-Haute-Provence.
En 2010, le climat de la commune est de type climat méditerranéen altéré, selon une étude du Centre national de la recherche scientifique s'appuyant sur une série de données couvrant la période 1971-2000. En 2020, Météo-France publie une typologie des climats de la France métropolitaine dans laquelle la commune est exposée à un climat de montagne ou de marges de montagne et est dans la région climatique Alpes du sud, caractérisée par une pluviométrie annuelle de 850 à 1 000 mm, minimale en été.
Pour la période 1971-2000, la température annuelle moyenne est de 10,7 °C, avec une amplitude thermique annuelle de 17,1 °C. Le cumul annuel moyen de précipitations est de 912 mm, avec 6,8 jours de précipitations en janvier et 4,7 jours en juillet. Pour la période 1991-2020, la température moyenne annuelle observée sur la station météorologique de Météo-France la plus proche, « Sisteron », sur la commune de Sisteron à 12 km à vol d'oiseau, est de 12,1 °C et le cumul annuel moyen de précipitations est de 835,0 mm. 
La température maximale relevée sur cette station est de 41 °C, atteinte le 28 juin 2019 ; la température minimale est de −18 °C, atteinte le 12 janvier 2010,,.
Les paramètres climatiques de la commune ont été estimés pour le milieu du siècle (2041-2070) selon différents scénarios d'émission de gaz à effet de serre à partir des nouvelles projections climatiques de référence DRIAS-2020. Ils sont consultables sur un site dédié publié par Météo-France en novembre 2022.

### Risques majeurs
Aucune commune du département n’est en zone de risque sismique nul. Le canton de la Motte-du-Caire, auquel appartient Nibles, est en zone 1b (sismicité faible) selon la classification déterministe de 1991, basée sur les séismes historiques, et en zone 4 (risque moyen) selon la classification probabiliste EC8 de 2011. La commune de Nibles est également exposée à trois autres risques naturels :
- feu de forêt,
- inondation (dans la vallée du Sasse),
- mouvement de terrain.

La commune de Nibles n’est exposée à aucun des risques d’origine technologique recensé par la préfecture. Aucun plan de prévention des risques naturels prévisibles (PPR) n’existe pour la commune et le Dicrim n’existe pas non plus.

## Urbanisme

### Typologie
Au 1er janvier 2024, Nibles est catégorisée commune rurale à habitat très dispersé, selon la nouvelle grille communale de densité à 7 niveaux définie par l'Insee en 2022.
Elle est située hors unité urbaine et hors attraction des villes,.

### Occupation des sols
L'occupation des sols de la commune, telle qu'elle ressort de la base de données européenne d’occupation biophysique des sols Corine Land Cover (CLC), est marquée par l'importance des forêts et milieux semi-naturels (80,5 % en 2018), en diminution par rapport à 1990 (84,9 %). La répartition détaillée en 2018 est la suivante : 
forêts (52,9 %), espaces ouverts, sans ou avec peu de végétation (17,9 %), zones agricoles hétérogènes (11,4 %), milieux à végétation arbustive et/ou herbacée (9,7 %), terres arables (8,1 %).
L'évolution de l’occupation des sols de la commune et de ses infrastructures peut être observée sur les différentes représentations cartographiques du territoire : la carte de Cassini (XVIIIe siècle), la carte d'état-major (1820-1866) et les cartes ou photos aériennes de l'IGN pour la période actuelle (1950 à aujourd'hui).

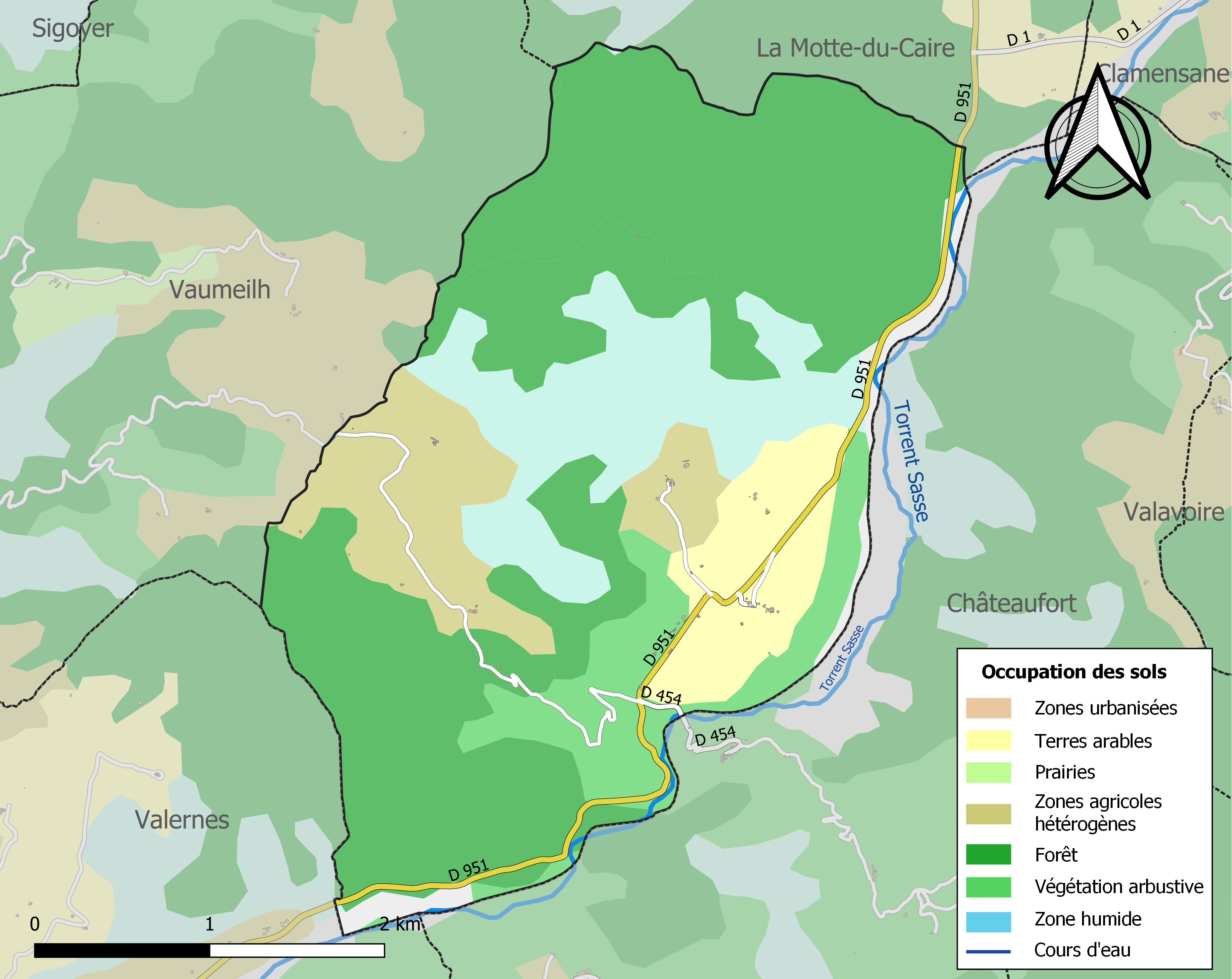
Carte de l'occupation des sols de la commune en 2018 (CLC).

## Toponymie
La localité apparaît pour la première fois sous ce nom (Nibla) dans les textes vers 1200. Selon Michel de la Torre, ce nom signifie brouillard. Selon Ernest Nègre, le nom est le pluriel de l’occitan nible, épervier.

## Histoire
Dans l’Antiquité, le territoire de Nibles fait partie de celui des Sogiontiques (Sogiontii), dont le territoire s’étend du sud des Baronnies à la Durance, et recouvre une partie du massif des Monges. Les Sogiontiques sont fédérés aux Voconces, et après la conquête romaine, ils sont rattachés avec eux à la province romaine de Narbonnaise. Au IIe siècle, ils sont détachés des Voconces et forment une civitas distincte, avec pour capitale Segustero (Sisteron).
La localité apparaît pour la première fois dans les chartes sous le nom d’Umebellus, puis sous la forme Nibla seulement vers 1200. Elle appartient à l’ordre de Malte à partir du XIIe siècle. Les églises du lieu, dont le prieuré d’Ulmebel relevaient de l’abbaye Saint-Victor de Marseille. Le fief est réuni au marquisat d’Oraison en 1588, puis passe à la famille André au XVIIe siècle, puis aux Arnaud au XVIIIe siècle. Outre ce fief, il existait un deuxième fief sur le territoire de la commune, à Antraix, orthographié aujourd’hui Entraix (d’après l’état d’afflorinement de 1783.)
La communauté relevait de la baillie de Sisteron.
Le château est pillé durant la Révolution, en mars 1792. Peu après, il est entièrement démoli.
Comme de nombreuses communes du département, Nibles se dote d’une école bien avant les lois Jules Ferry : en 1863, elle en compte une école dispensant une instruction primaire aux garçons. Aucune instruction n’est donnée aux filles : ni la loi Falloux (1851) qui impose l’ouverture d’une école de filles aux communes de plus de 800 habitants, ni la première loi Duruy (1867), qui abaisse ce seuil à 500 habitants, ne concernent la commune de Nibles. Si la deuxième loi Duruy (1877) lui permet, grâce aux subventions de l’État, de construire une école neuve au village, ce n’est qu’avec les lois Ferry que les filles de Nibles sont scolarisées.
Jusqu’au milieu du XXe siècle, la vigne était cultivée dans la commune, uniquement pour l’autoconsommation. Cette culture, qui s'était maintenue dans l'entre-deux-guerres mondiales, a depuis été abandonnée.

## Politique et administration

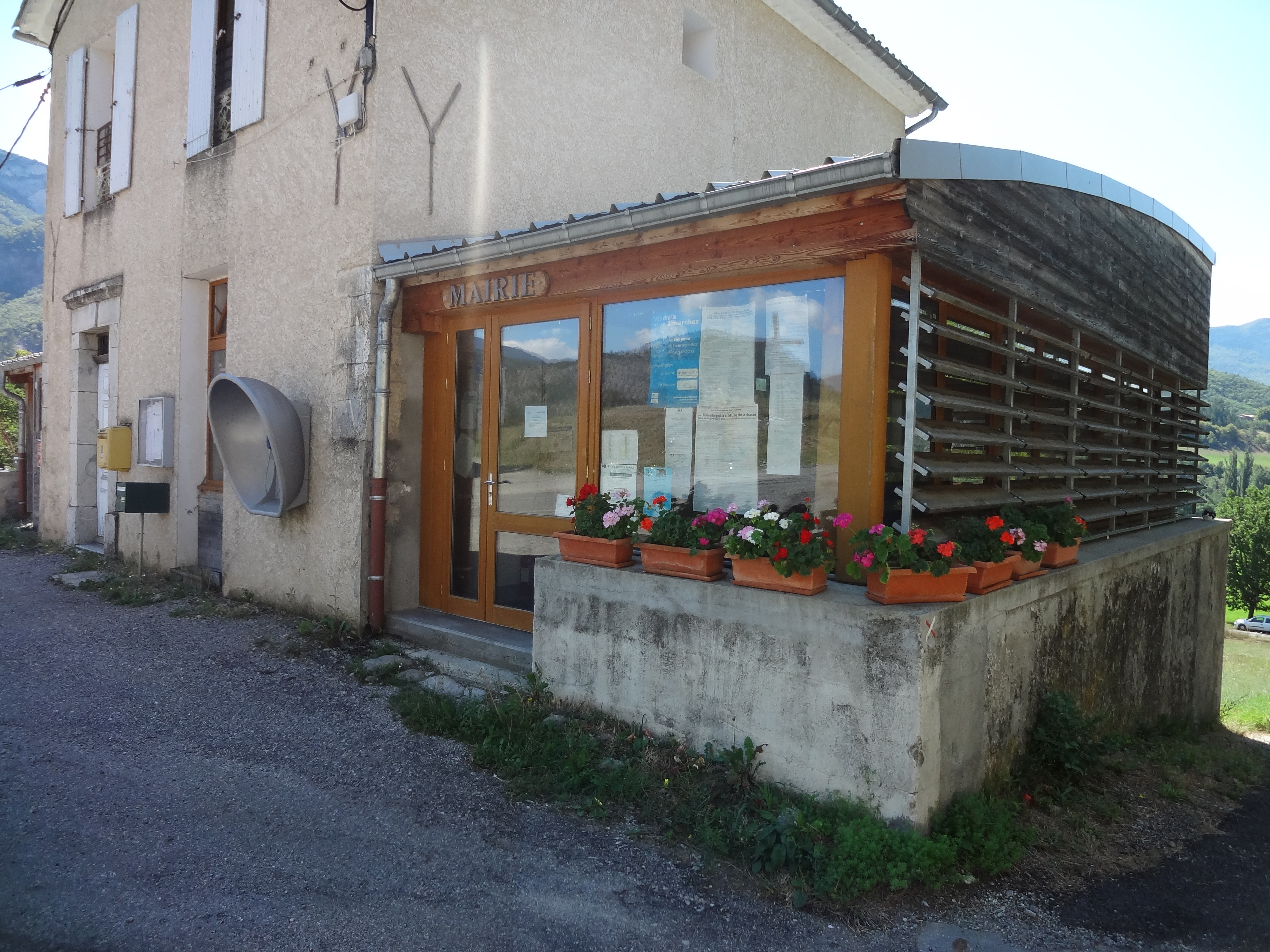
Mairie de Nibles, dont l’extension est équipée de stores bois.

### Administration municipale
De par sa taille, la commune dispose d'un conseil municipal de neuf membres (article L2121-2 du Code général des collectivités territoriales). Lors du scrutin de 2008, il n’y eut qu’un seul tour et Jean-Jacques Lachamp a été réélu conseiller municipal avec le cinquième total de 33 voix, soit 84,61 % des suffrages exprimés. La participation a été de 75,00 %. Il a ensuite été nommé maire par le conseil municipal.

### Liste des maires
L'élection du maire est la grande innovation de la Révolution de 1789. De 1790 à 1795, les maires sont élus au suffrage censitaire pour 2 ans. De 1795 à 1800, il n’y a pas de maires, la commune se contente de désigner un agent municipal qui est délégué à la municipalité de canton.
En 1799-1800, le Consulat revient sur l'élection des maires, qui sont désormais nommés par le pouvoir central. Ce système est conservé par les régimes suivants, à l'exception de la Deuxième République (1848-1851). Après avoir conservé le système autoritaire, la Troisième République libéralise par la loi du 5 avril 1884 l'administration des communes : le conseil municipal, élu au suffrage universel, élit le maire en son sein.
| Période                                  | Période                       | Identité              | Étiquette | Qualité                                                                            |
| ---------------------------------------- | ----------------------------- | --------------------- | --------- | ---------------------------------------------------------------------------------- |
| mai 1945                                 |                               | Léopold Jarjayes      |           |                                                                                    |
| 1971 (?)                                 | 1983                          | Henri Rolland         |           |                                                                                    |
| 1983 (?)                                 | mars 2001 ?                   | Jean-Claude Brémond   |           |                                                                                    |
| mars 2001                                | En cours (au 21 octobre 2014) | Jean-Jacques Lachamp, | DVG       | Président de la communauté de communes de La Motte-du-Caire - Turriers (2008-2017) |
| Les données manquantes sont à compléter. |                               |                       |           |                                                                                    |

### Intercommunalité
Nibles a fait partie, de 2008 à 2016, de la communauté de communes de La Motte-du-Caire - Turriers, puis depuis le 1er janvier 2017 de la communauté de communes du Sisteronais Buëch.

### Instances administratives et judiciaires
Nibles est une des 34 communes du canton de Seyne depuis 2015, qui totalise 8 377 habitants en 2012. La commune fait partie de l’arrondissement de Sisteron du 17 février 1800 au 10 septembre 1926, date de son rattachement à l'arrondissement de Forcalquier, et de la deuxième circonscription des Alpes-de-Haute-Provence. Nibles fait partie du canton de La Motte-du-Caire de 1801 à 2015 (Lamotte de 1793 à 1801). Nibles fait partie des juridictions d’instance de Forcalquier, de la prud'homale de Manosque, et de grande instance de Digne-les-Bains.

### Fiscalité locale
| Taxe                                        | Part communale | Part intercommunale | Part départementale | Part régionale |
| ------------------------------------------- | -------------- | ------------------- | ------------------- | -------------- |
| Taxe d'habitation                           | 3,76 %         | 0,64 %              | 5,53 %              | 0,00 %         |
| Taxe foncière sur les propriétés bâties     | 6,97 %         | 2,25 %              | 14,49 %             | 2,36 %         |
| Taxe foncière sur les propriétés non bâties | 36,92 %        | 6,44 %              | 47,16 %             | 8,85 %         |
| Taxe professionnelle                        | 10,41 %        | 1,28 %              | 10,80 %             | 3,84 %         |

La part régionale de la taxe d'habitation n'est pas applicable.
La taxe professionnelle est remplacée en 2010 par la cotisation foncière des entreprises (CFE) portant sur la valeur locative des biens immobiliers et par la contribution sur la valeur ajoutée des entreprises (CVAE) (les deux formant la contribution économique territoriale (CET) qui est un impôt local instauré par la loi de finances pour 2010).

## Population et société

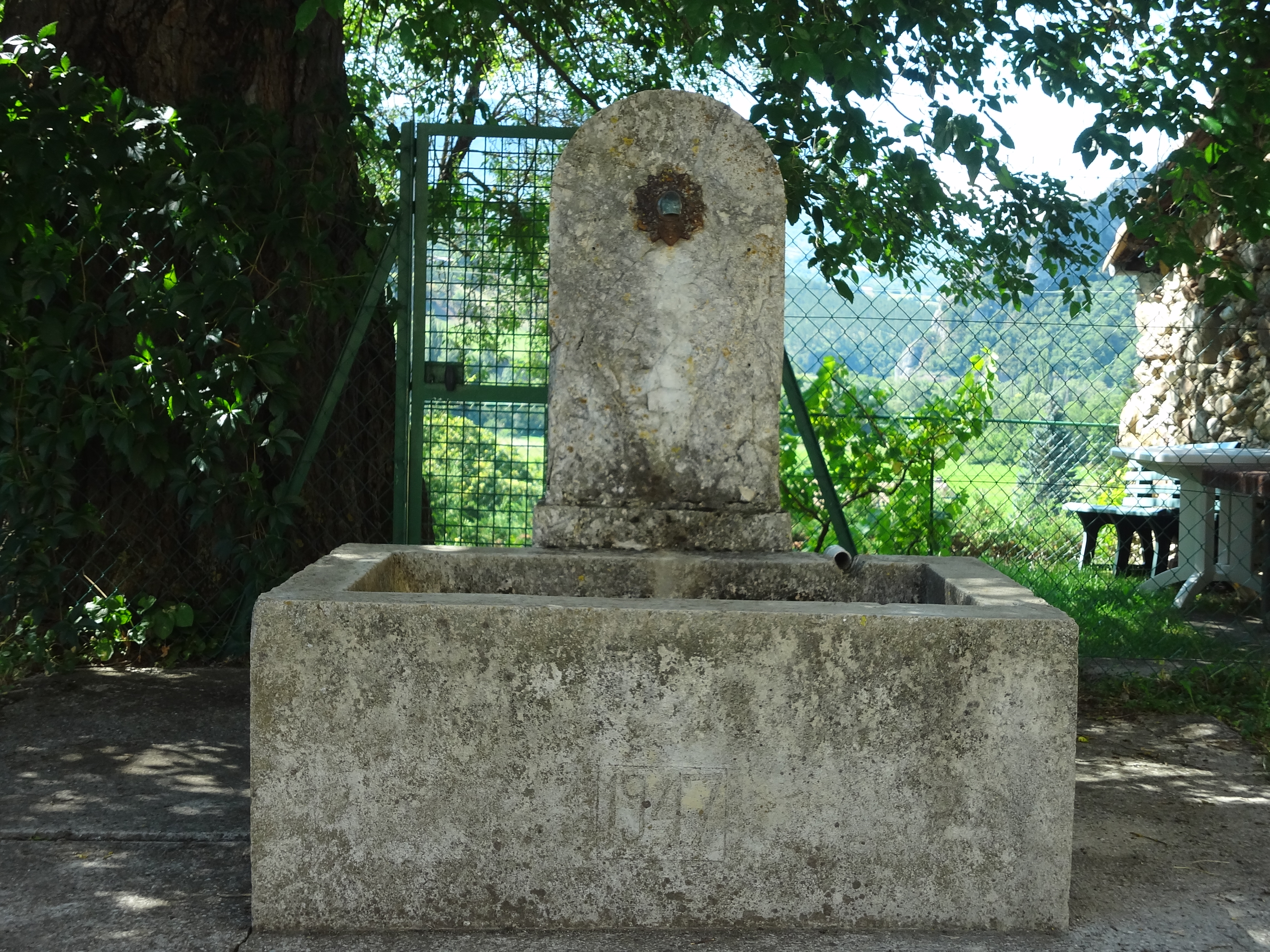
Fontaine du village, construite en 1947.

### Démographie
L'évolution du nombre d'habitants est connue à travers les recensements de la population effectués dans la commune depuis 1765. Pour les communes de moins de 10 000 habitants, une enquête de recensement portant sur toute la population est réalisée tous les cinq ans, les populations de référence des années intermédiaires étant quant à elles estimées par interpolation ou extrapolation. Pour la commune, le premier recensement exhaustif entrant dans le cadre du nouveau dispositif a été réalisé en 2006.

En 2022, la commune comptait 54 habitants, en évolution de +25,58 % par rapport à 2016 (Alpes-de-Haute-Provence : +2,84 %, France hors Mayotte : +2,11 %).
| 1765 | 1793 | 1800 | 1806 | 1821 | 1831 | 1836 | 1841 | 1846 |
| ---- | ---- | ---- | ---- | ---- | ---- | ---- | ---- | ---- |
| 171  | 163  | 159  | 175  | 174  | 149  | 149  | 168  | 172  |

| 1851 | 1856 | 1861 | 1866 | 1872 | 1876 | 1881 | 1886 | 1891 |
| ---- | ---- | ---- | ---- | ---- | ---- | ---- | ---- | ---- |
| 153  | 141  | 137  | 124  | 103  | 104  | 107  | 119  | 110  |

| 1896 | 1901 | 1906 | 1911 | 1921 | 1926 | 1931 | 1936 | 1946 |
| ---- | ---- | ---- | ---- | ---- | ---- | ---- | ---- | ---- |
| 100  | 100  | 100  | 83   | 76   | 84   | 79   | 71   | 55   |

| 1954 | 1962 | 1968 | 1975 | 1982 | 1990 | 1999 | 2006 | 2011 |
| ---- | ---- | ---- | ---- | ---- | ---- | ---- | ---- | ---- |
| 53   | 42   | 35   | 33   | 43   | 51   | 42   | 48   | 43   |

| 2016 | 2021 | 2022 | - | - | - | - | - | - |
| ---- | ---- | ---- | - | - | - | - | - | - |
| 43   | 49   | 54   | - | - | - | - | - | - |

| 1471     |
| -------- |
| inhabité |

L’histoire démographique de Nibles, après l’abandon complet au XVe siècle et le long mouvement de croissance jusqu’au début du XIXe siècle, est marquée par une période d’« étale » où la population reste relativement stable à un niveau élevé. Cette période dure toute la première moitié du XIXe siècle. L’exode rural provoque ensuite un mouvement de recul démographique de longue durée. En 1911, la commune a perdu plus de la moitié de sa population par rapport au maximum historique de 1846. Le mouvement de baisse se poursuit jusqu’aux années 1970. Depuis, la population a légèrement crû.

### Sports

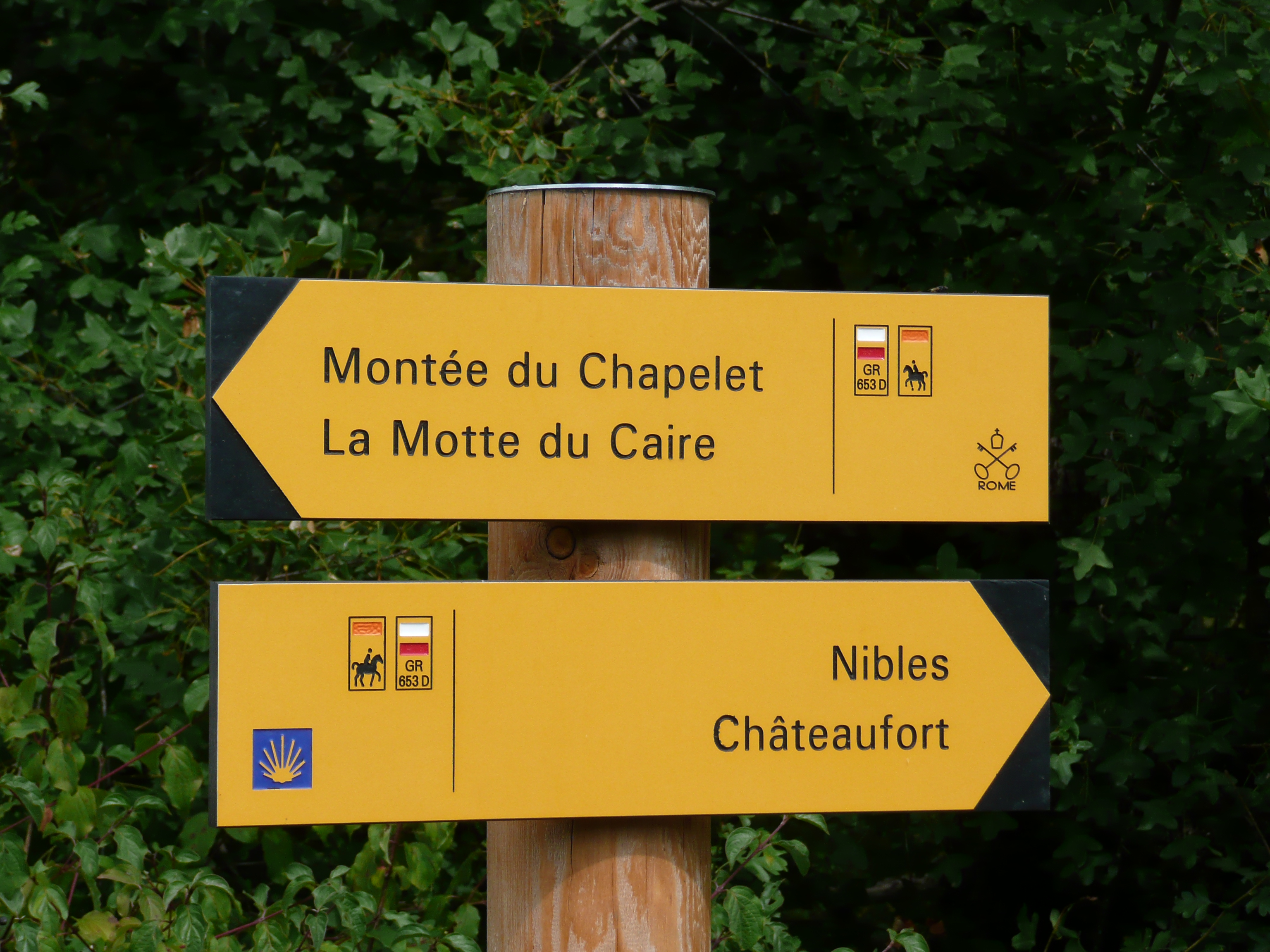

La commune est traversée par le sentier de grande randonnée GR631D de La Motte-du-Caire à Nibles et Châteaufort.

### Enseignement
La commune ne dispose pas d'école primaire publique. Au niveau secondaire, les élèves sont affectés au collège Marcel-Massot. Puis ils poursuivent au lycée de la cité scolaire Paul-Arène à Sisteron,.

### Santé
Il n'y a ni médecin ni infirmier à Nibles. Le plus proche est situé dans la commune de La Motte-du-Caire à environ 5 km. Le centre hospitalier le plus rapproché est localisé à Sisteron.

## Économie

### Aperçu général
En 2009, la population active s’élevait à 29 personnes, dont un chômeur. Ces travailleurs sont majoritairement salariés (21 pour 7 indépendants) et travaillent majoritairement hors de la commune (mêmes chiffres).

### Agriculture
Fin 2010, le secteur primaire (agriculture, sylviculture, pêche) comptait deux établissements actifs au sens de l’Insee (exploitants non-professionnels inclus) et aucun emploi salarié.
Le nombre d’exploitations professionnelles, selon l’enquête Agreste du ministère de l’Agriculture, est très faible et couvert par le secret statistique depuis 2000. Ces exploitants sont essentiellement tournés vers l’élevage. Il y avait trois exploitations en 1988, sur une surface agricole utile (SAU) de 127 ha.
Les agriculteurs de la commune de Nibles peuvent prétendre à deux labels appellation d'origine contrôlée (AOC) (banon et huile essentielle de lavande de Haute-Provence) et à neuf labels indication géographique protégée (IGP), dont le petit épeautre, le miel de Provence et l’agneau de Sisteron. Parmi ces labels, ceux concernant le vin (alpes-de-haute-provence (IGP) blanc, rouge et rosé et VDP de Méditerranée blanc, rouge et rosé) ne sont pas utilisés, la vigne n’étant pas cultivée pour une production commerciale dans la commune.

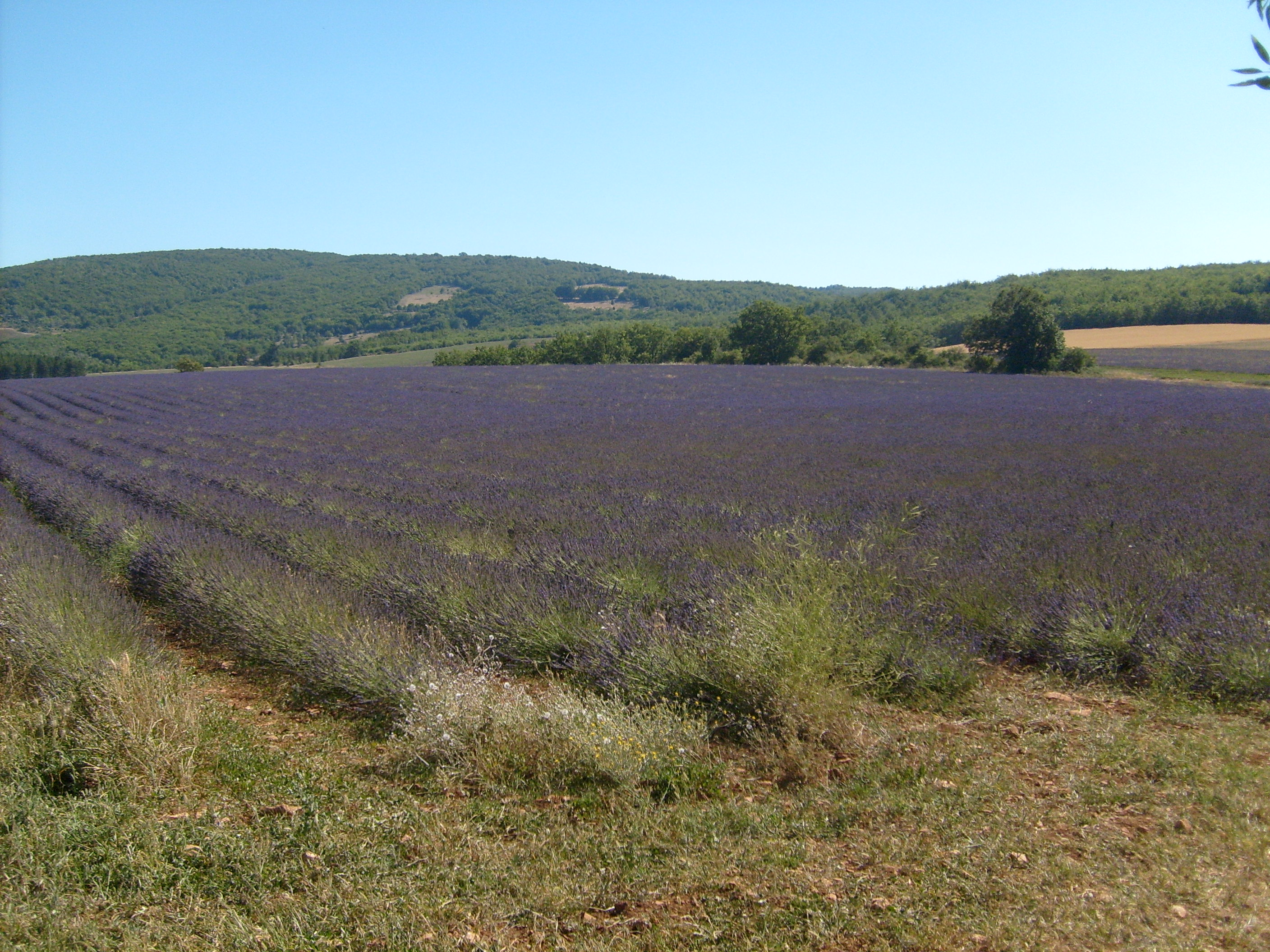
Champ de lavande sur le plateau d'Albion.
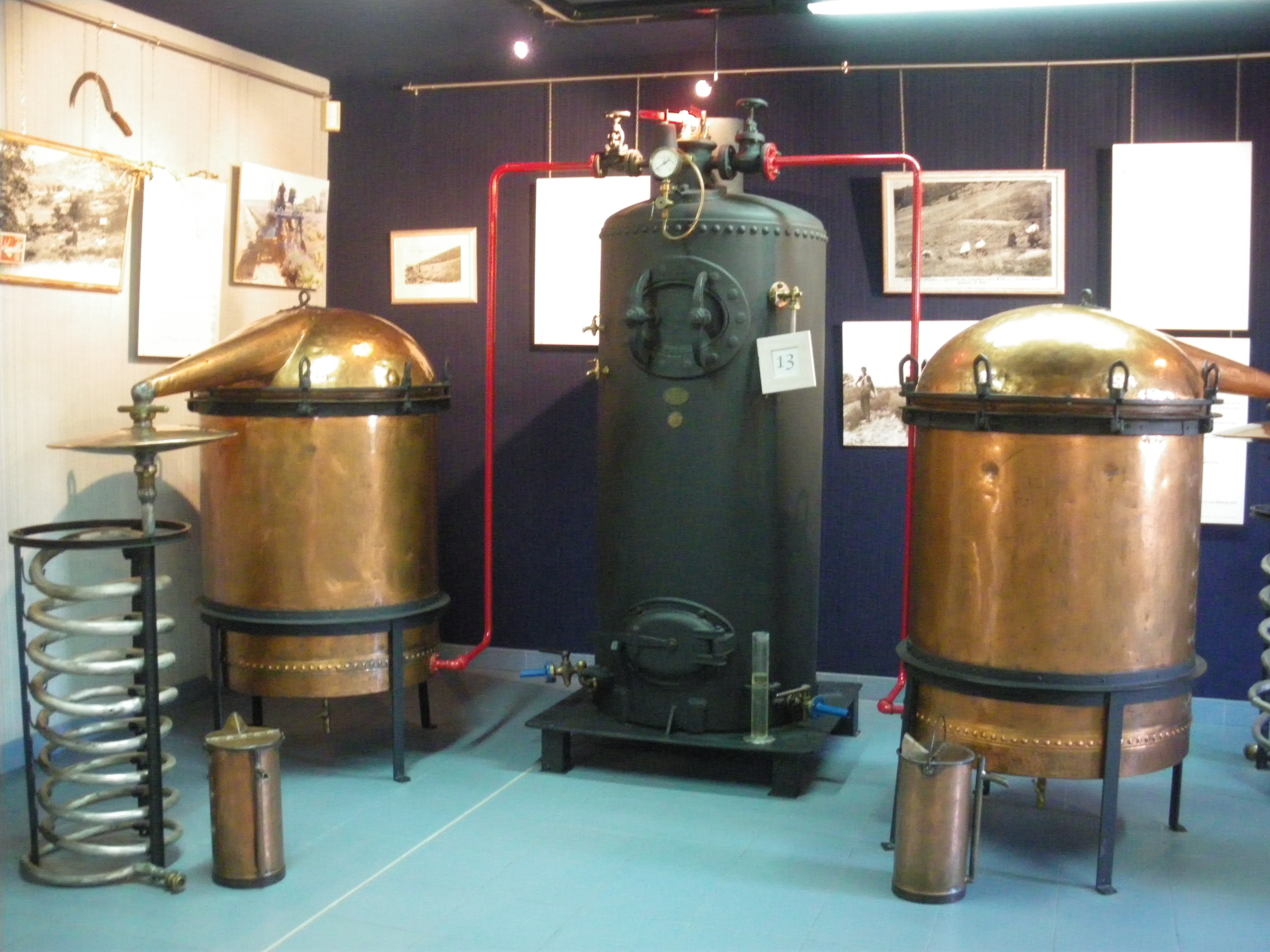
Alambics pour distiller la lavande.
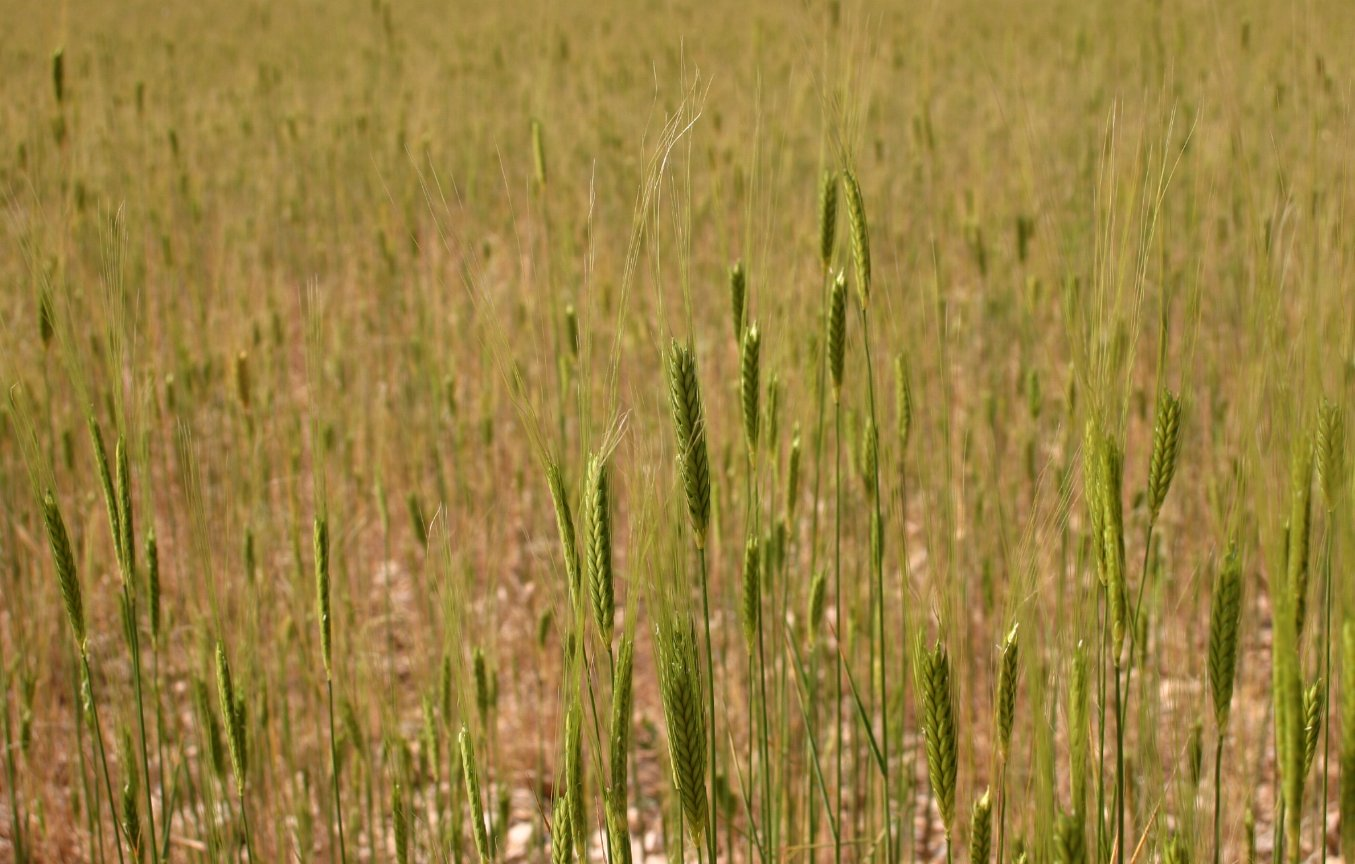
Petit épeautre.
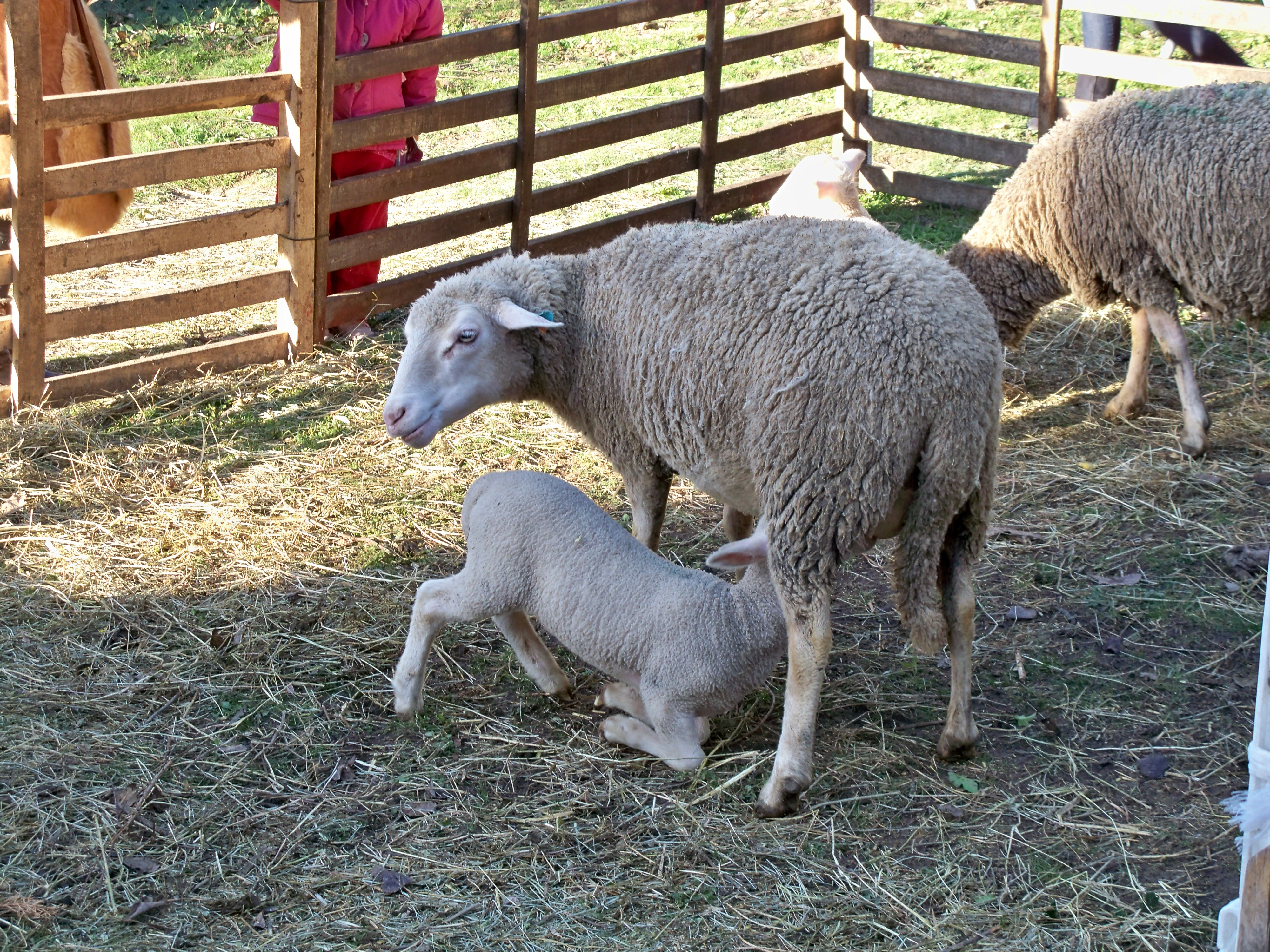
Agneau de Sisteron élevé sous sa mère.
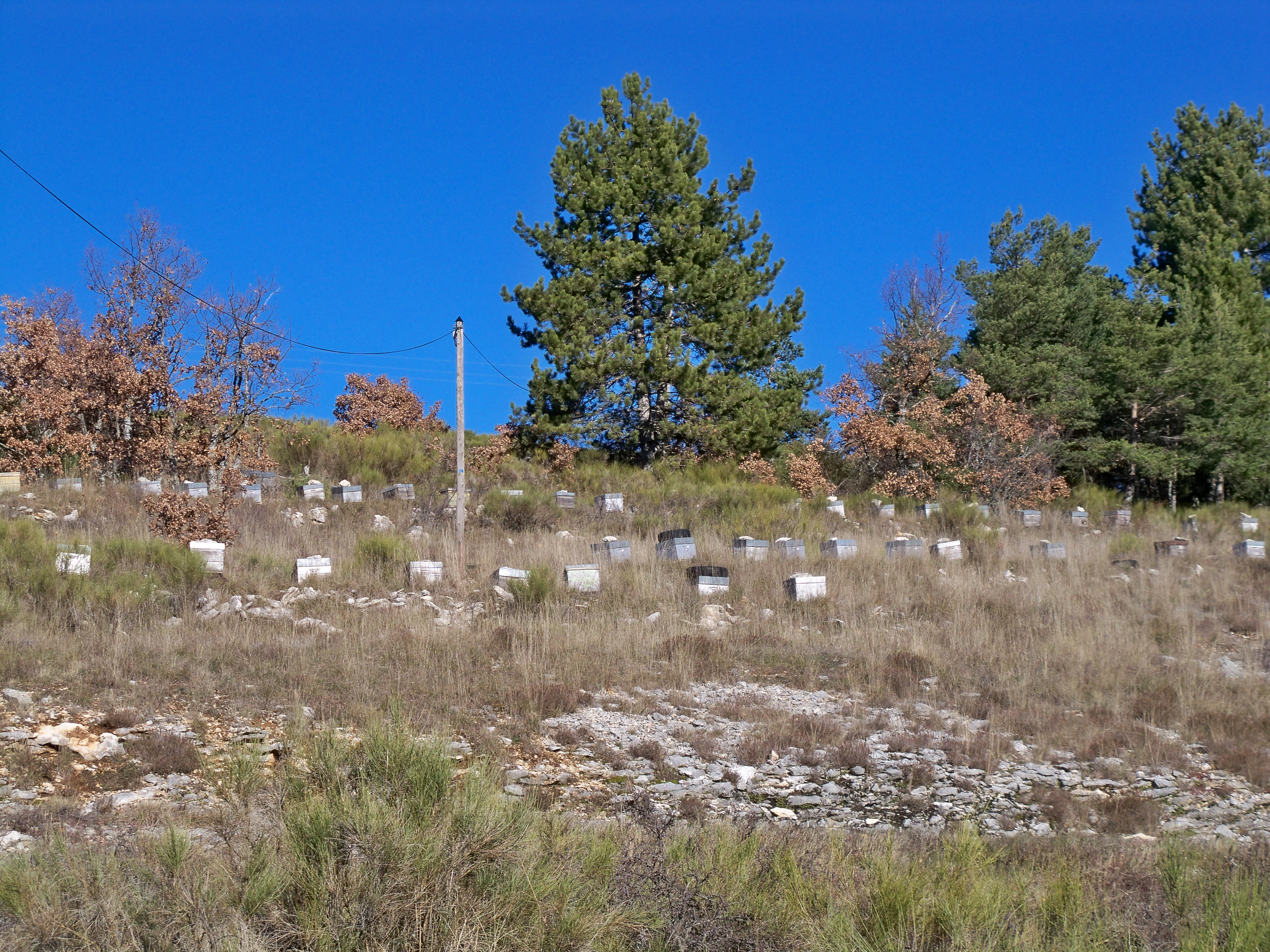
Ruches à la combe du Pommier.
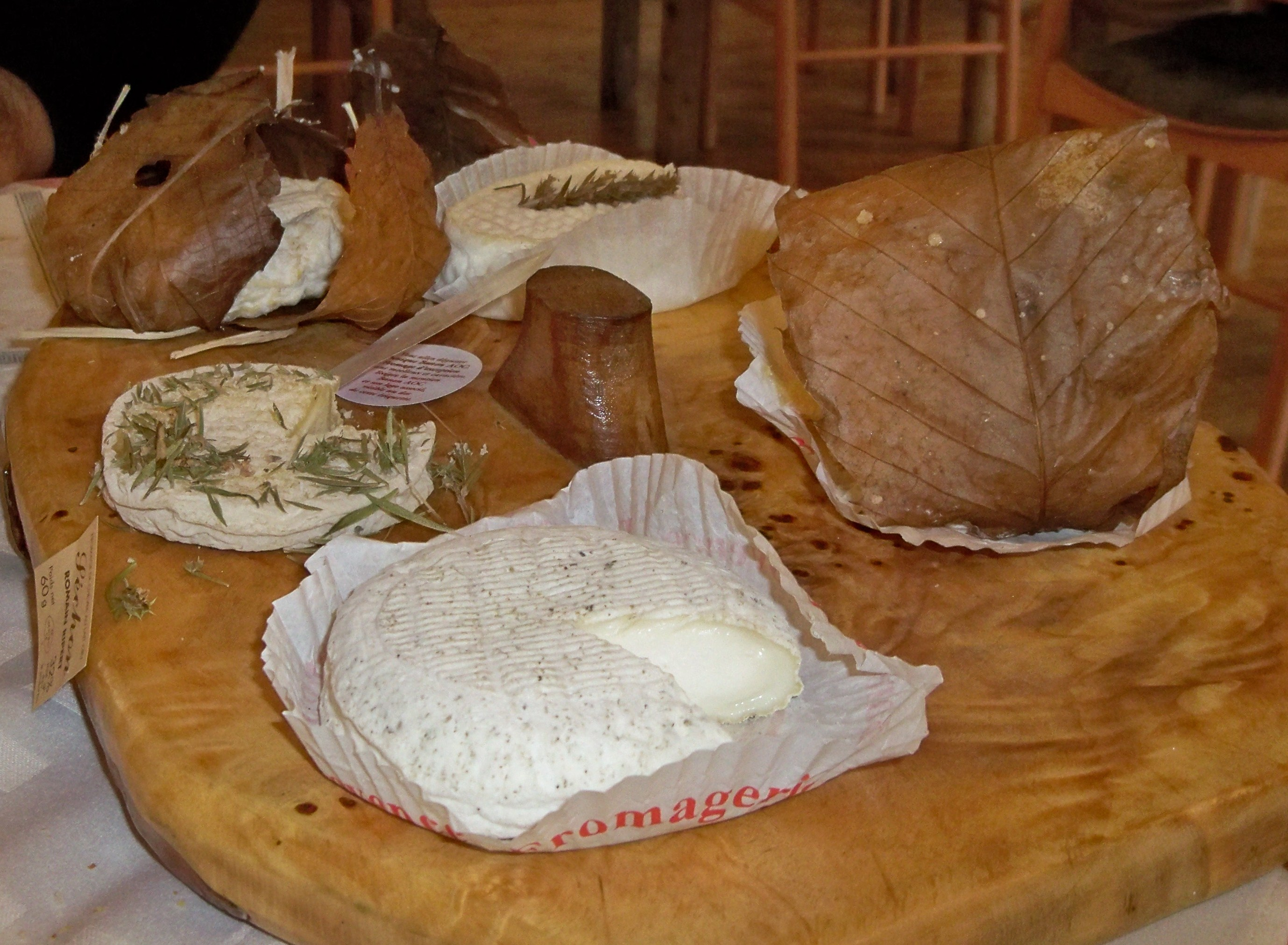
Plateau d'AOC banon dans un restaurant de Revest-du-Bion.

### Industrie
Fin 2010, le secteur secondaire (industrie et construction) comptait deux établissements, employant six salariés.

### Activités de service
Fin 2010, le secteur tertiaire (commerces, services) comptait six établissements (sans emploi salarié), auxquels s’ajoutent l’unique établissement du secteur administratif, salariant une personne.
D'après l’Observatoire départemental du tourisme, la fonction touristique est d’une importance secondaire pour la commune, avec entre un et cinq touristes accueillis par habitant, la capacité d'hébergement étant très faible et ne consiste qu’en quelques meublés labellisés. Les résidences secondaires apportent un petit complément à la capacité d’accueil : au nombre de 12, elles représentent un logement sur trois,.

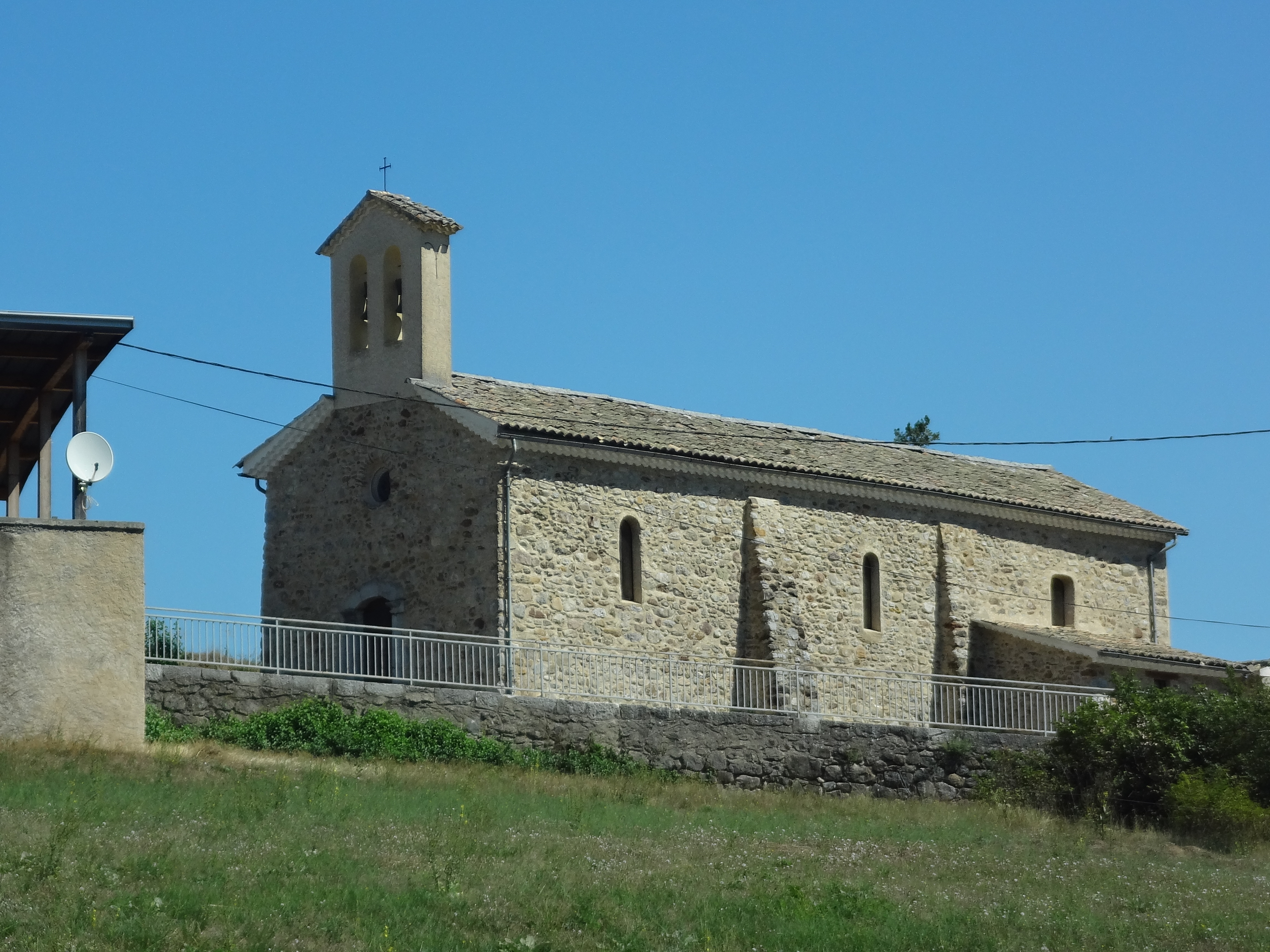
Église Notre-Dame-de-Bethléem.

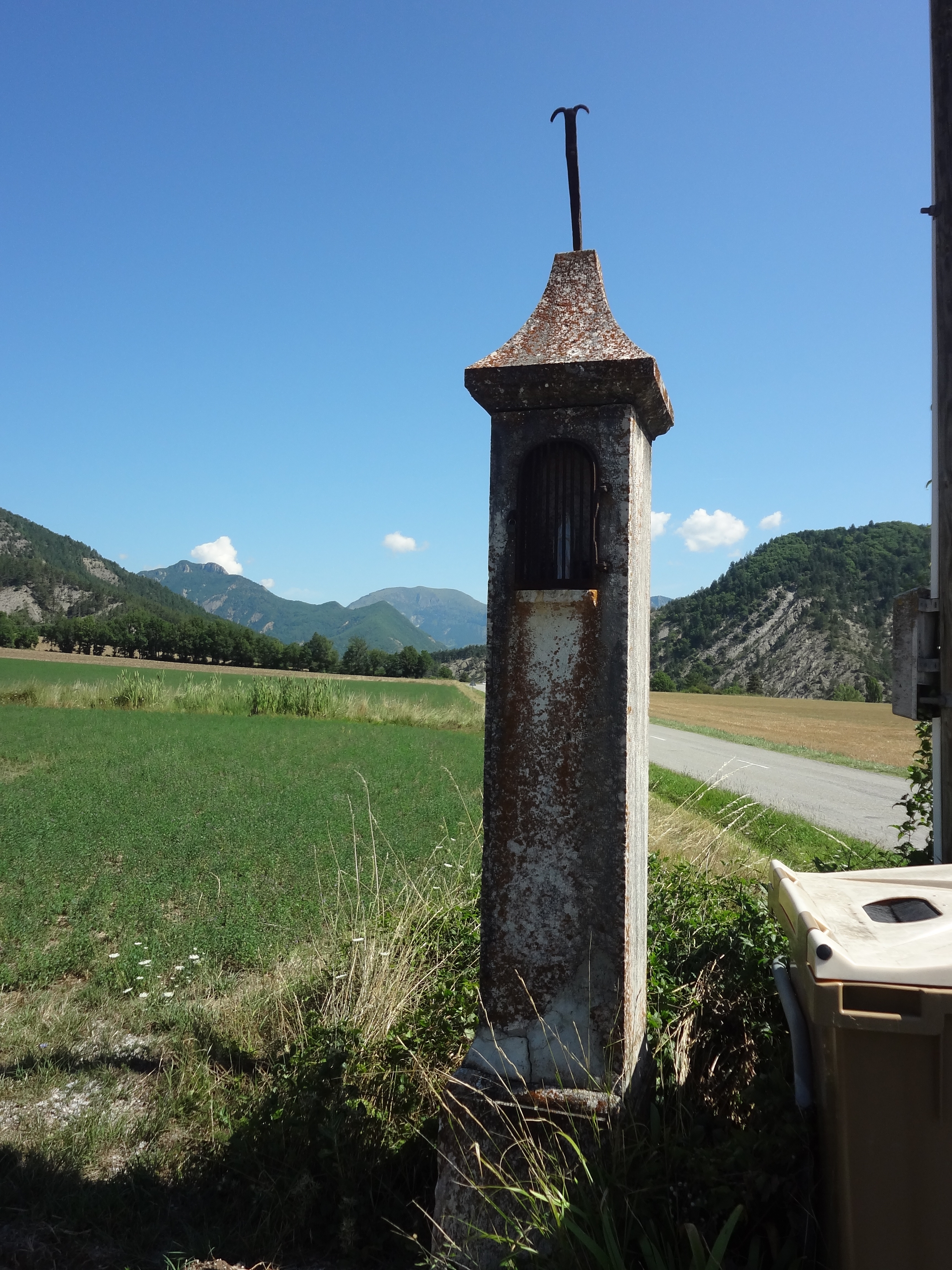
Oratoire Notre-Dame, selon une forme répandue dans la vallée du Sasse.

## Lieux et monuments
Le bâtiment appelé château est une maison seigneuriale, datant de la fin du XVIIIe siècle ou du XIXe siècle. Elle possède un pigeonnier cylindrique, construit devant sa façade.
Un autre bâtiment également appelé château est une tour de guet, à la Bâtie, datable de la fin du XIIe siècle ou du XIIIe siècle. Elle est construite sur un piton rocheux, au-dessus de l’ancienne route nationale 551. De forme carrée, elle subsiste sur 6 à 7 m de hauteur.
Plusieurs éléments du mobilier de l’église Notre-Dame-de-Bethléem (achevée en 1717 avec des matériaux d’une ancienne chapelle Saint-Jean) sont classés monuments historiques au titre objet :
- un ostensoir en argent, de la fin du XVIIIe siècle ou du début du XIXe siècle[70] ;
- un tableau représentant la sainte Famille avec saint Jean le Baptiste, autour de 1700 pour les Affaires culturelles, de la seconde moitié du XVIIIe siècle pour Raymond Collier[71] ;
- le maître-autel est en bois, sans dorure ; son retable en bois également sans dorure est classé[72].

## Héraldique
| Blason de Nibles | Blasonnement : D’azur à une étoile d’or. |